# Anne Hooper (Sexualtherapeutin)
Anne Hooper (* 1941) ist eine britische Sexualtherapeutin, Autorin und Kolumnistin. Sie verfasste mehr als 40 Bücher.

## Leben
Ab den 1970er Jahren verfasste sie eine Reihe von Ratgebern.
Sie ist mit dem Psychotherapeuten Phillip Hodson verheiratet. Aus der Ehe gingen drei Söhne hervor, darunter der Autor, Kolumnist und Jugendratgeber Alex Hooper-Hodson.

## Werke
- Anne Hooper’s Ultimate Sex. ISBN 978-0863188596
- Anne Hooper’s Great Sex Games.
- Anne Hooper’s Great Sex Tips.
- Anne Hooper’s Pocket Sex Guide.
- Kamasutra: Liebesstellungen für sie und für ihn. Dorling Kindersley. ISBN 9783831006939